# Тлесимен
Тлесимен је у грчкој митологији био Партенопејев син.

## Митологија
Партенопеј је Тлесимена добио са нимфом Клименом са којом је био ожењен док је са Телефом боравио у Мизији. Хигин га наводи као једног од Епигона, али не и Паусанија и Аполодор.